# Follow focus

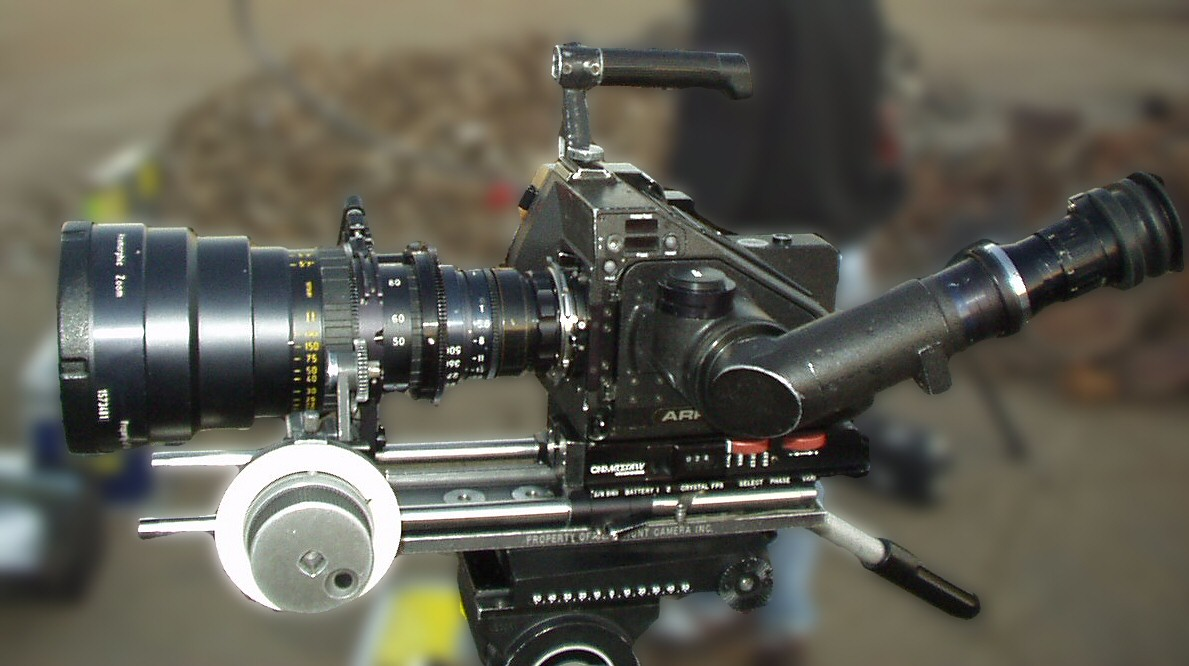
Een 35mm-camera voorzien van een follow focus-mechanisme

Een follow focus is een systeem gebruikt in de filmindustrie. Het helpt de focus puller om precies en efficiënt te kunnen focussen. 
Het mechanisme werkt door middel van tanden op de focusring van het objectief. Wanneer de focus puller de tandwielen van de follow focus laat draaien, draait de focus ring van het objectief mee.
Er bestaan naast manuele follow focus systemen ook elektrische draadloze systemen.